# سوپر جام فوتبال ایران
سوپر جام فوتبال ایران (مردان) یک جام فوتبال مردان در ایران است که با همکاری سازمان لیگ و فدراسیون فوتبال ایران، هر سال پیش از آغاز فصل یا در نیم‌فصل لیگ‌های فوتبال ایران میان قهرمان لیگ برتر و قهرمان جام حذفی برگزار می‌شود و به برندهٔ این دیدار، جام قهرمانی سوپر جام داده می‌شود. راه‌اندازی بخش زنان، در برنامه‌های گسترش فوتبال زنان اشاره شده‌است.
نخستین سوپر جام در سال ۱۳۸۴ برگزار شد و پس از درنگی یازده ساله، از سال ۱۳۹۵ تاکنون هر ساله برگزار گشته‌است.

## پیشینه
این رقابت از سال ۱۳۸۴ بین قهرمان جام حذفی و قهرمان لیگ فوتبال ایران آغاز شد. در اولین دوره برگزار شده؛ در تاریخ ۶ شهریور ۱۳۸۴ و ۴ روز پیش از آغاز فصل جدید مسابقات لیگ برتر، تیم صباباتری تهران قهرمان جام حذفی، با نتیجهٔ چهار بر صفر در برابر تیم فولاد خوزستان قهرمان لیگ برتر، به برتری رسید.
در دور بعدی در سال ۱۳۸۶ قرار بود سایپا قهرمان لیگ برتر و سپاهان قهرمان جام حذفی، با یکدیگر دیدار کنند که به‌دلیل تغییر ورزشگاه بازی (سه روز قبل از مسابقه) از ورزشگاه آزادی به ورزشگاه شهید درخشان رباط کریم (زمین اختصاصی صبا باتری) به‌دلیل آماده نبودن زمین ورزشگاه آزادی (بنا به درخواست مسئولان ورزشگاه)، دو تیم این دیدار را تحریم کردند و بازی برگزار نشد.
به گفتهٔ محمدرضا ساکت مدیرعامل وقت باشگاه سپاهان: «انتخاب ورزشگاه شهید درخشان رباط‌کریم برای برگزاری دیدار سوپرجام، نوعی بی‌حرمتی به دو باشگاه سایپا و سپاهان به عنوان قهرمانان لیگ برتر و جام حذفی بود.»
باشگاه سپاهان در سال‌های ۱۳۹۰، ۱۳۹۱ و ۱۳۹۴ پیشنهاد برگزاری دوبارهٔ سوپر جام فوتبال ایران را به نام ناصر حجازی داده بود.
سرانجام در تاریخ ۲۹ تیر ۱۳۹۵ استقلال خوزستان قهرمان لیگ برتر و ذوب‌آهن قهرمان جام حذفی، در ورزشگاه فولادشهر به مصاف یکدیگر رفتند و ۶ روز پیش از آغاز فصل جدید مسابقات لیگ برتر، دیدار سوپر جام پس از گذشت بیش از یک دهه دوباره از سر گرفته شد.
سوپرجام ۱۳۹۷ قرار بود در روز ۲۹ تیر ۱۳۹۷ بین پرسپولیس (قهرمان لیگ برتر) و استقلال تهران (قهرمان جام حذفی) برگزار شود، که به‌دلیل مخالفت تیم استقلال با بازی در تاریخ مذکور، برگزار نشد و نتیجهٔ آن ۳–۰ به سود پرسپولیس اعلام شد. این نخستین برد انضباطی پرسپولیس در تاریخ شهرآورد تهران بود، که البته با شکایت باشگاه استقلال به دادگاه بین‌المللی فوتبال (CAS) روبرو گردید اما پس از گذشت یک سال در مهر ماه سال ۱۳۹۷ دادگاه CAS نیز رای کمیته انضباطی فوتبال ایران را تأیید کرد و پرسپولیس سه بر صفر برنده این بازی اعلام شد.
در سال ۱۳۹۸، پرسپولیس موفق به قهرمانی در لیگ برتر خلیج فارس و جام حذفی فوتبال ایران شد و وبسایت‌های ورزشی ایرانی احتمال دادند که به مصاف نایب قهرمان لیگ برتر خلیج فارس (سپاهان اصفهان) یا جام حذفی فوتبال ایران (داماش گیلان) برود. پرسپولیسی‌ها هم با توجه به اتفاقات افتاده در بازی برگشت لیگ برتر و بازی نیمه‌نهایی جام حذفی این تیم با سپاهان، خواستار بازی با تیم داماش شدند. البته پیشنهادهایی هم به سازمان لیگ داده شد که یک بازی بین سپاهان و داماش برگزار شود و برنده آن به مصاف پرسپولیس برود که این باعث افزایش بازی‌ها به ۲ و افزایش جذابیت مسابقات می‌شود. از طرفی رسانه‌هایی هم اعلام کردند که اگر تیمی قهرمان دوگانه شود، سوپر جام هم باید به همان تیم داده شود. سازمان لیگ فوتبال ایران در ۲۶ خرداد ۱۳۹۸ اعلام کرد تیم قهرمان دوگانه، قهرمان سوپر جام هم می‌شود؛ بنابراین، پرسپولیس برای سومین بار قهرمان سوپر جام فوتبال ایران شد. جام قهرمانی این دوره، در ۹ آبان ۱۳۹۸ پس از پایان یافتن بازی پرسپولیس و ماشین‌سازی در هفته نهم لیگ برتر فوتبال ایران ۹۹–۱۳۹۸، در ورزشگاه آزادی تهران به پرسپولیس داده شد.
سوپر جام فوتبال ایران ۱۳۹۹ نیز ششمین دورهٔ سوپر جام فوتبال ایران بود که میان قهرمان لیگ برتر ۹۹–۱۳۹۸، پرسپولیس و قهرمان جام حذفی ۹۹–۱۳۹۸، تراکتور برگزار شد. این بازی پس از قرعه‌کشی، در ورزشگاه آزادی در تهران و بدون تماشاگر برگزار شد. پرسپولیس با پیروزی ۱–۰ برابر تراکتور، برای چهارمین بار قهرمان این رقابت‌ها شد.
سوپر جام فوتبال ایران ۱۴۰۰، هفتمین دوره از سوپر جام فوتبال ایران بود که در ورزشگاه شهید سلیمانی در سیرجان میان دو تیم پرسپولیس (قهرمان لیگ جام خلیج فارس فوتبال ایران) و فولاد خوزستان (قهرمان جام حذفی فوتبال ایران) برگزار شد که با نتیجه ۱–۰ به سود تیم باشگاه فولاد در ۹۰ دقیقه پایان یافت.
سوپر جام فوتبال ایران ۱۴۰۱، هشتمین دوره از مسابقات سوپر جام فوتبال ایران بود که برای دومین سال پیاپی در استان کرمان و اینبار در ورزشگاه باهنر کرمان در شهر کرمان میان دو تیم استقلال تهران قهرمان لیگ جام خلیج فارس فوتبال ایران و نساجی مازندران قهرمان جام حذفی فوتبال ایران، برگزار شد که در پایان ۹۰ دقیقه، این باشگاه استقلال بود که با تک گل امیرارسلان مطهری موفق شد باشگاه نساجی را شکست داده و برای نخستین بار قهرمان سوپر جام فوتبال ایران شود.
سوپر جام فوتبال ایران ۱۴۰۲، نهمین دوره از مسابقات سوپر جام فوتبال ایران بود که پرسپولیس موفق به قهرمانی در لیگ برتر خلیج فارس و جام حذفی فوتبال ایران فوتبال ایران شد و توانست به صورت خودکار قهرمان سوپر جام فوتبال ایران شود.
سوپرجام فوتبال ایران ۱۴۰۳، دهمین دوره از مسابقات سوپر جام فوتبال ایران بود که تیم سپاهان موفق شد با نتیجه یک بر صفر تیم پرسپولیس را شکست بدهد و برای اولین بار قهرمان سوپر جام فوتبال ایران شد.

## روش برگزاری
این دیدار به صورت تک بازی انجام می‌شود و چند روز پیش از آغاز فصل جدید مسابقات لیگ برتر یا در اواسط آن برگزار می‌شود.
ورزشگاه برای انجام مسابقه، توسط سازمان لیگ انتخاب می‌شود.
تیم‌های حاضر:
1. قهرمان لیگ برتر
2. قهرمان جام حذفی

در صورتی که قهرمان لیگ برتر و جام حذفی یک تیم باشد، مسابقه میان قهرمان لیگ برتر و نایب قهرمان لیگ برتر برگزار خواهد شد.

### قهرمان همزمان در لیگ برتر و جام حذفی
از سال ۱۴۰۳ با دگرگونی قانون، قهرمان در صورت قهرمانی یک باشگاه در لیگ برتر و جام حذفی به‌صورت همزمان مسابقه سوپر جام میان تیم جایگاه‌های نخست و دوم لیگ برتر برگزار می‌گردد.

## قوانین مسابقه
- ۹۰ دقیقه وقت معمول مسابقه.
- ۳۰ دقیقه وقت اضافه در صورت تساوی.
- در صورتی‌که همچنان مسابقه مساوی باشد، تیم برنده با ضربات پنالتی مشخص خواهد شد.
- هر تیم ۱۲ بازیکن ذخیره خواهد داشت.
- در طول مسابقه هر تیم اجازه ۵ تعویض در ۳ نوبت را دارد.

## نتایج
- نتایج دیدارهای سوپر جام فوتبال ایران میان قهرمانان لیگ برتر و جام حذفی

| سال  | قهرمان لیگ برتر | نتیجه      | قهرمان جام حذفی | ورزشگاه                                                                      | تماشاگران                                                                    |
| ---- | --------------- | ---------- | --------------- | ---------------------------------------------------------------------------- | ---------------------------------------------------------------------------- |
| ۱۳۸۴ | فولاد خوزستان   | ۰–۴        | صبا باتری تهران | شهید دستگردی                                                                 | ۲٬۰۰۰                                                                        |
| ۱۳۸۵ | استقلال         |            | سپاهان          | این دوره‌ها برگزار نشدند.                                                     | این دوره‌ها برگزار نشدند.                                                     |
| ۱۳۸۶ | سایپا           |            | سپاهان          | این دوره‌ها برگزار نشدند.                                                     | این دوره‌ها برگزار نشدند.                                                     |
| ۱۳۸۷ | پرسپولیس        |            | استقلال         | این دوره‌ها برگزار نشدند.                                                     | این دوره‌ها برگزار نشدند.                                                     |
| ۱۳۸۸ | استقلال         |            | ذوب‌آهن          | این دوره‌ها برگزار نشدند.                                                     | این دوره‌ها برگزار نشدند.                                                     |
| ۱۳۸۹ | سپاهان          |            | پرسپولیس        | این دوره‌ها برگزار نشدند.                                                     | این دوره‌ها برگزار نشدند.                                                     |
| ۱۳۹۰ | سپاهان          |            | پرسپولیس        | این دوره‌ها برگزار نشدند.                                                     | این دوره‌ها برگزار نشدند.                                                     |
| ۱۳۹۱ | سپاهان          |            | استقلال         | این دوره‌ها برگزار نشدند.                                                     | این دوره‌ها برگزار نشدند.                                                     |
| ۱۳۹۲ | استقلال         |            | سپاهان          | این دوره‌ها برگزار نشدند.                                                     | این دوره‌ها برگزار نشدند.                                                     |
| ۱۳۹۳ | فولاد خوزستان   |            | تراکتورسازی     | این دوره‌ها برگزار نشدند.                                                     | این دوره‌ها برگزار نشدند.                                                     |
| ۱۳۹۴ | سپاهان          |            | ذوب‌آهن          | این دوره‌ها برگزار نشدند.                                                     | این دوره‌ها برگزار نشدند.                                                     |
| ۱۳۹۵ | استقلال خوزستان | ۲–۴ (و.ا.) | ذوب‌آهن          | فولادشهر                                                                     | ۲٬۵۰۰                                                                        |
| ۱۳۹۶ | پرسپولیس        | ۳–۰        | نفت تهران       | آزادی                                                                        | ۴۰٬۰۰۰                                                                       |
| ۱۳۹۷ | پرسپولیس        | ۳–۰        | استقلال         | به دلیل عدم حضور تیم استقلال در مسابقه، تیم پرسپولیس برنده اعلام شد.         | به دلیل عدم حضور تیم استقلال در مسابقه، تیم پرسپولیس برنده اعلام شد.         |
| ۱۳۹۸ | پرسپولیس        | پرسپولیس   | پرسپولیس        | پرسپولیس با کسب قهرمانی همزمان لیگ برتر و جام حذفی به صورت خودکار قهرمان شد. | پرسپولیس با کسب قهرمانی همزمان لیگ برتر و جام حذفی به صورت خودکار قهرمان شد. |
| ۱۳۹۹ | پرسپولیس        | ۱–۰        | تراکتور         | آزادی                                                                        | بدون تماشاگر                                                                 |
| ۱۴۰۰ | پرسپولیس        | ۰–۱        | فولاد خوزستان   | شهید سلیمانی                                                                 | بدون تماشاگر                                                                 |
| ۱۴۰۱ | استقلال         | ۱–۰        | نساجی           | شهید باهنر                                                                   | بدون تماشاگر                                                                 |
| ۱۴۰۲ | پرسپولیس        | پرسپولیس   | پرسپولیس        | پرسپولیس با کسب قهرمانی همزمان لیگ برتر و جام حذفی به صورت خودکار قهرمان شد. | پرسپولیس با کسب قهرمانی همزمان لیگ برتر و جام حذفی به صورت خودکار قهرمان شد. |
| ۱۴۰۳ | پرسپولیس        | ۰–۱        | سپاهان          | امام خمینی                                                                   | ۸,۸۰۰                                                                        |
| ۱۴۰۴ | تراکتور         | ۲–۱        | استقلال         | نقش جهان                                                                     | ۳۰,۰۰۰                                                                       |

## آمار

### قهرمانان
| باشگاه          | قهرمان | نایب‌قهرمان | سال‌های قهرمانی                  | سال‌های نایب‌قهرمانی |
| --------------- | ------ | ---------- | ------------------------------- | ------------------ |
| پرسپولیس        | ۵      | ۲          | ۱۳۹۶، ۱۳۹۷*، ۱۳۹۸*، ۱۳۹۹، ۱۴۰۲* | ۱۴۰۰،۱۴۰۳          |
| استقلال         | ۱      | ۲          | ۱۴۰۱                            | ۱۳۹۷،۱۴۰۴          |
| فولاد           | ۱      | ۱          | ۱۴۰۰                            | ۱۳۸۴               |
| تراکتور         | ۱      | ۱          | ۱۴۰۴                            | ۱۳۹۹               |
| سپاهان          | ۱      | ۰          | ۱۴۰۳                            |                    |
| صبا             | ۱      | ۰          | ۱۳۸۴                            |                    |
| ذوب‌آهن          | ۱      | ۰          | ۱۳۹۵                            |                    |
| استقلال خوزستان | ۰      | ۱          |                                 | ۱۳۹۵               |
| نفت تهران       | ۰      | ۱          |                                 | ۱۳۹۶               |
| نساجی           | ۰      | ۱          |                                 | ۱۴۰۱               |

### عملکرد نماینده
| مسابقات                    | قهرمان | نایب‌قهرمان |
| -------------------------- | ------ | ---------- |
| قهرمان لیگ برتر            | ۵      | ۴          |
| قهرمان جام حذفی            | ۴      | ۵          |
| قهرمان لیگ برتر و جام حذفی | ۲      | ۰          |

### گلزنان
|        | بازیکن            | باشگاه(ها)      | تعداد گل |
| ------ | ----------------- | --------------- | -------- |
| ایران  | علی دایی          | صبا باتری       | ۲        |
| ایران  | مهدی مهدی‌پور      | ذوب‌آهن          | ۲        |
| ایران  | ارسلان مطهری      | استقلال         | ۱        |
| ایران  | رحیم زهیوی        | استقلال خوزستان | ۱        |
| ایران  | علی علیپور        | پرسپولیس        | ۱        |
| ایران  | فرشاد احمدزاده    | پرسپولیس        | ۱        |
| ایران  | محسن سلطانی       | صبا باتری       | ۱        |
| ایران  | محسن مسلمان       | پرسپولیس        | ۱        |
| ایران  | مرتضی تبریزی      | ذوب‌آهن          | ۱        |
| ایران  | میثم دورقی        | استقلال خوزستان | ۱        |
| ایران  | روبرت مارکوسی     | صبا باتری       | ۱        |
| ایران  | یاسر فیضی         | ذوب‌آهن          | ۱        |
| ایران  | عیسی آل‌کثیر       | پرسپولیس        | ۱        |
| مالی   | موسی کولیبالی     | فولاد           | ۱        |
| فرانسه | استیون ان‌زونزی    | سپاهان          | ۱        |
| ایران  | روزبه چشمی        | استقلال         | ۱        |
| ایران  | امیرحسین حسین‌زاده | تراکتور         | ۱        |
| کرواسی | تومیسلاو اشترکالی | تراکتور         | ۱        |

### مربیان
| مربی              | باشگاه(ها)       | قهرمان | نایب‌قهرمان | سال‌های قهرمانی   | سال‌های نایب‌قهرمانی |
| ----------------- | ---------------- | ------ | ---------- | ---------------- | ------------------ |
| یحیی گل‌محمدی      | ذوب‌آهن، پرسپولیس | ۳      | ۱          | ۱۳۹۵، ۱۳۹۹، ۱۴۰۲ | ۱۴۰۰               |
| برانکو ایوانکوویچ | پرسپولیس         | ۳      | ۰          | ۱۳۹۶، ۱۳۹۷، ۱۳۹۸ |                    |
| ریکاردو ساپینتو   | استقلال          | ۱      | ۱          | ۱۴۰۱             | ۱۴۰۴               |
| مجید جلالی        | صبا باتری        | ۱      | ۰          | ۱۳۸۴             |                    |
| جواد نکونام       | فولاد            | ۱      | ۰          | ۱۴۰۰             |                    |
| پاتریس کارترون    | سپاهان           | ۱      | ۰          | ۱۴۰۳             |                    |
| دراگان اسکوچیچ    | تراکتور          | ۱      | ۰          | ۱۴۰۴             |                    |
| سیروس پورموسوی    | استقلال خوزستان  | ۰      | ۱          |                  | ۱۳۹۵               |
| ملادن فرانچیچ     | فولاد            | ۰      | ۱          |                  | ۱۳۸۴               |
| مجتبی خورشیدی     | نفت تهران        | ۰      | ۱          |                  | ۱۳۹۶               |
| رسول خطیبی        | تراکتور          | ۰      | ۱          |                  | ۱۳۹۹               |
| حمید مطهری        | نساجی            | ۰      | ۱          |                  | ۱۴۰۱               |
| کریم باقری        | پرسپولیس         | ۰      | ۱          |                  | ۱۴۰۴               |